# Insulele Andaman

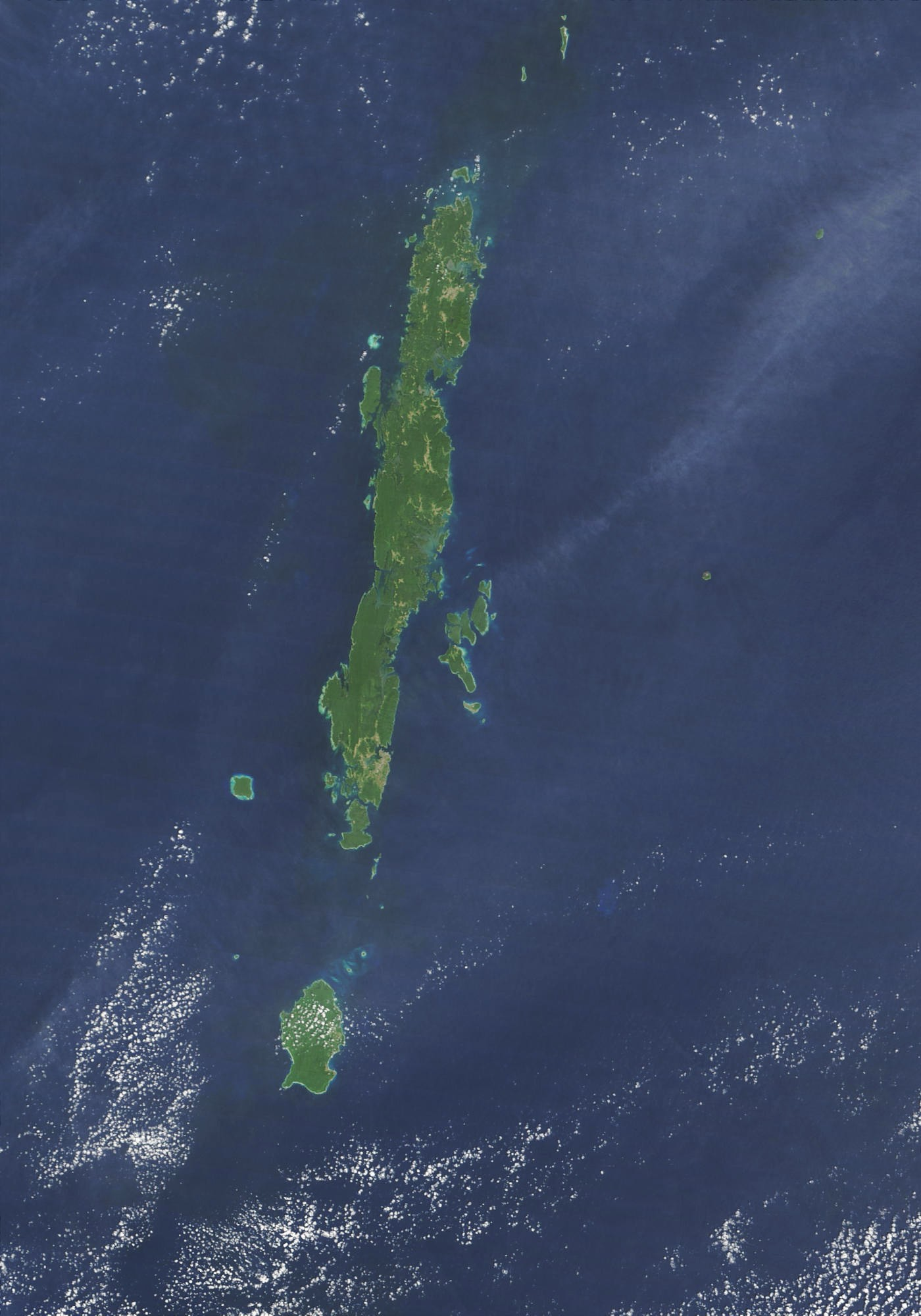
Vedere din satelit a insulelor Andaman

Insulele Andaman constituie un arhipelag situat în Golful Bengal care face parte din teritoriul federal numit Insulele Andaman și Nicobar din India. Orașul Port Blair este cel mai mare oraș din insulele Andaman și capitala administrativă a teritoriului. Insulele au o populație de 314.239 locuitori.

## Istorie
Insulele Andaman au fost menționate încă din relatările de călătorie ale lui Marco Polo. La mijlocul secolului XIX, britanicii au transformat aceste insule în colonie penitenciară. Arhipelagul cu capitala la Port Blair li s-a părut deportaților indieni un adevărat rai pe pământ, astfel încât mulți dintre aceștia s-au stabilit aici după ispășirea pedepsei. Ei și-au ridicat așezări pe plajele cu nisipuri albe, alungând poporul indigen Jarawa pe coastele vestice, unde acestea continuă să trăiască și astăzi. Aborigenii mici de statură, a căror înălțime depășește rareori un metru și jumătate și care sunt numiți de coloniști negritos, trăiesc în izolare și sunt rareori vizitați de străini. Marea le oferă hrana principală, crustaceele, care sunt prețuite nu numai pentru gustul lor delicat, dar și pentru carapacele lor, un element important al colierelor aborigenilor. Coloniștii indieni i-au prezentat timp de decenii pe indigenii Jarawa, drept un popor sălbatic de canibali. Guvernele actuale depun eforturi pentru a stabili relații de prietenie cu triburile Jarawa.

## Clima
Clima este tropicală. Temperatura medie multianuală atinge +26 °C în ianuarie și +29 °C în luna mai.

## Turism

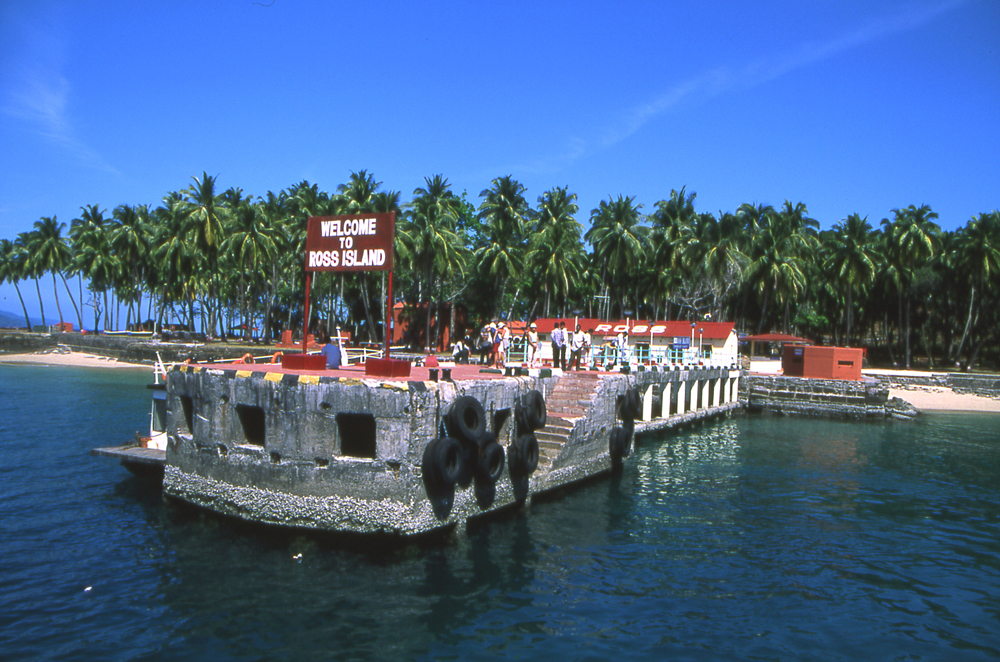
Insula Ross

Insulele au fost inaccesibile turiștilor o perioadă îndelungată, dar în ultima vreme autoritățile indiene încearcă să-i determine pe oaspeții din străinătate să viziteze arhipelagul.

## Economie
Baza economiei este pescuitul.